# Herbert Sievers

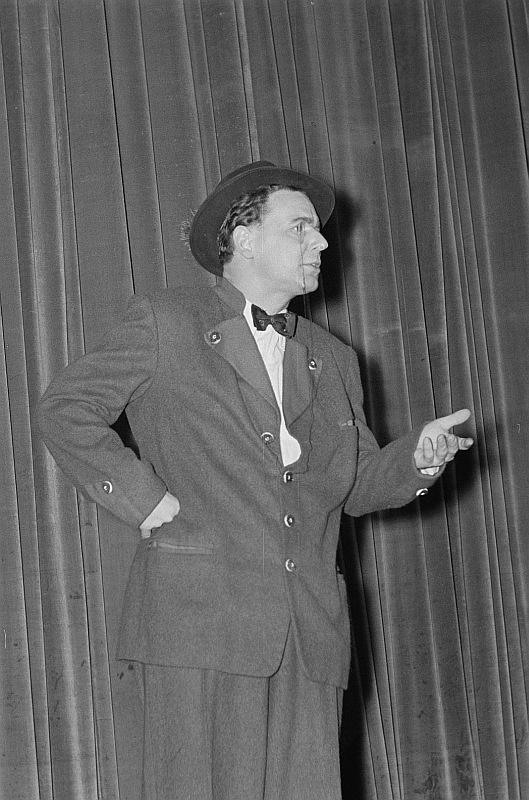
Herbert Sievers (1954)

Herbert Sievers (* 22. Februar 1922 in Nordhausen; † 7. Juli 1993 in Berg, Bayern) war ein deutscher Schauspieler.

## Leben
Nach seinem Studium am Weimaer Theaterinstitut kam Herbert Sievers über Engagements in Meiningen, Leipzig, Erfurt, Weimar und Dresden an das Berliner Ensemble.

## Filmografie
- 1962: Geheime Front durchbrochen (Fernsehserie, 2. Teil: Unternehmen Oderbruch) als Bunge
- 1968: Die Nacht im Grenzwald
- 1969: Nebelnacht
- 1969: Rendezvous mit unbekannt (Fernsehserie, Ep.1)
- 1976: Frau Jenny Treibel (Fernsehfilm)
- 1976: Polizeiruf 110: Ein ungewöhnlicher Auftrag (Fernsehreihe)
- 1976: Das unsichtbare Visier (Fernsehserie, Ep.8 und 9)
- 1979: Professor Tarantoga und ein seltsamer Gast
- 1980: Unser Mann ist König (Fernsehserie, Ep.1 bis 7)
- 1981: Furcht und Elend des Dritten Reiches
- 1981, 1989: Der Staatsanwalt hat das Wort: Nachtpartie, Wegen Todesfall geschlossen
- 1990: Barfuß ins Bett (Fernsehserie, Ep.14)

## Theatrografie
- 1960: Sophokles: Antigone (Wächter) – Regie: Eugen Schaub (Städtische Bühnen Erfurt, auf den Erfurter Domstufen)
- 1960: Joachim Wichmann: Eine kleine Traumfabrik (Herr Müller) – Regie: Eugen Schaub / Horst Ludwig (Städtische Bühnen Erfurt)
- 1960: Gerhard Fabian: Die Stärkeren (Walter Richter, Parteisekretär) – Regie: Eugen Schaub (Städtische Bühnen Erfurt)
- 1961: Alexej Arbusow: Irkutsker Geschichte (Stepan Jegorowitsch Serdjuk, Schreitbaggerfahrer) – Regie: Arno Wolf (Städtische Bühnen Erfurt)
- 1961: Friedrich Schiller: Die Jungfrau von Orleans (Graf Dunois, Bastard von Orleans) – Regie: Eugen Schaub (Städtische Bühnen Erfurt, auf den Erfurter Domstufen)
- 1961: William Shakespeare: Richard III. (Herzog von Buckingham) – Regie: Eugen Schaub (Städtische Bühnen Erfurt)
- 1961: Bertolt Brecht: Leben des Galilei (Galileo Galilei) – Regie: Walter Beck a. G. (Städtische Bühnen Erfurt)
- 1961: William Shakespeare: Ende gut, alles gut (König von Frankreich) – Regie: Walter Niklaus (Städtische Bühnen Erfurt)
- 1961: Wsewolod Wischnewski: Optimistische Tragödie (Bootsmann) – Regie: Walter Niklaus (Städtische Bühnen Erfurt)
- 1961: Vratislav Blažek: Und das am Heiligabend (Vater) – Regie: Klaus-Martin Boestel (Städtische Bühnen Erfurt)
- 1962: Alexander N. Ostrowski: Klugsein schützt vor Torheit nicht (Exzellenz Krutizkij, Staatsbeamter im Ruhestand) – Regie: Horst Ludwig (Städtische Bühnen Erfurt)
- 1962: Erwin Strittmatter: Die Holländerbraut (Matten, Gutsschäfer später Parteisekretär) – Regie: Walter Niklaus (Städtische Bühnen Erfurt)
- 1962: Viktor Rosow: Die ewig Lebenden (Dr. Borosdin, Arzt) – Regie: Walter Niklaus (Städtische Bühnen Erfurt)
- 1962: Gerhart Hauptmann: Vor Sonnenuntergang (Dr. Wutke, Privatsekretär des Geheimrats) – Regie: Walter Niklaus (Städtische Bühnen Erfurt)
- 1962: Oscar Wilde: Ein idealer Gatte (Sir Robert Chiltern) – Regie: Walter Niklaus (Städtische Bühnen Erfurt)
- 1963: Konstantin Simonow: Der Vierte (als Er) – Regie: Walter Niklaus (Städtische Bühnen Erfurt)
- 1963: Calderon de la Barca: Der Richter von Zalamea (Pedro Crespo, Bauer in Zalamea) – Regie: Klaus Martin Boestel (Städtische Bühnen Erfurt)
- 1965: Friedrich Schiller: Wallenstein (Wallenstein) – Regie: Fritz Bennewitz (Deutsches Nationaltheater Weimar)
- 1965: Rolf Schneider: Prozeß Richard Waverly (Waverly) – Regie: Wolfgang Dehler (Deutsches Nationaltheater Weimar)
- 1966: William Shakespeare: Der Sturm – Regie: Fritz Bennewitz (Deutsches Nationaltheater Weimar)
- 1966: William Shakespeare: Das Wintermärchen – Regie: Fritz Bennewitz (Deutsches Nationaltheater Weimar)
- 1966: Armin Stolper: Zwei Physiker – Regie: Ekkehard Kiesewetter / Fritz Bennewitz (Deutsches Nationaltheater Weimar)
- 1968: Horst Kleineidam: Von Riesen und Menschen (Richard Barhaupt) – Regie: Hans Dieter Mäde (Staatstheater Dresden)
- 1968: Jurij Brězan: Mannesjahre (Simon Mjetk)– Regie: Hans Dieter Mäde / Helfried Schöbel (Staatstheater Dresden)
- 1970: Seán O’Casey: Ein Freudenfeuer für den Bischof (Prodical) – Regie: Hans Dieter Mäde (Staatstheater Dresden)
- 1971: Lillian Hellman: Herbstgarten – Regie: Hans Dieter Mäde (Staatstheater Dresden)
- 1971: Bertolt Brecht: Leben des Galilei (Federzoni) – Regie: Fritz Bennewitz (Berliner Ensemble)
- 1978: Helmut Baierl: Die Feststellung (Finze) – Regie: Christoph Brück / Wolf Bunge (Berliner Ensemble)
- 1978: Bertolt Brecht: Mutter Courage und ihre Kinder (Feldhauptmann) – Regie: Peter Kupke (Berliner Ensemble)
- 1986: Carl Zuckmayer: Der Hauptmann von Köpenick – Regie: Christoph Brück (Berliner Ensemble)

## Synchronrollen (Auswahl)
- 1961: Josef Bek in Schwarzer Sonnabend (ČSSR) als Jan Valena[2]
- 1962: Wladimir Jemeljanow in Planet der Stürme (UdSSR) als Werschinin[3]
- 1962: Wladlen Dawydow in Der Amphibienmensch (UdSSR) als Olsen[4]
- 1963: Landurlaub (UdSSR), Rolle und Darsteller unbekannt[5]
- 1963: Rudolf Deyl junior in Ein Schloß für Barbara (ČSSR) als Josef[6]